# La Barcella

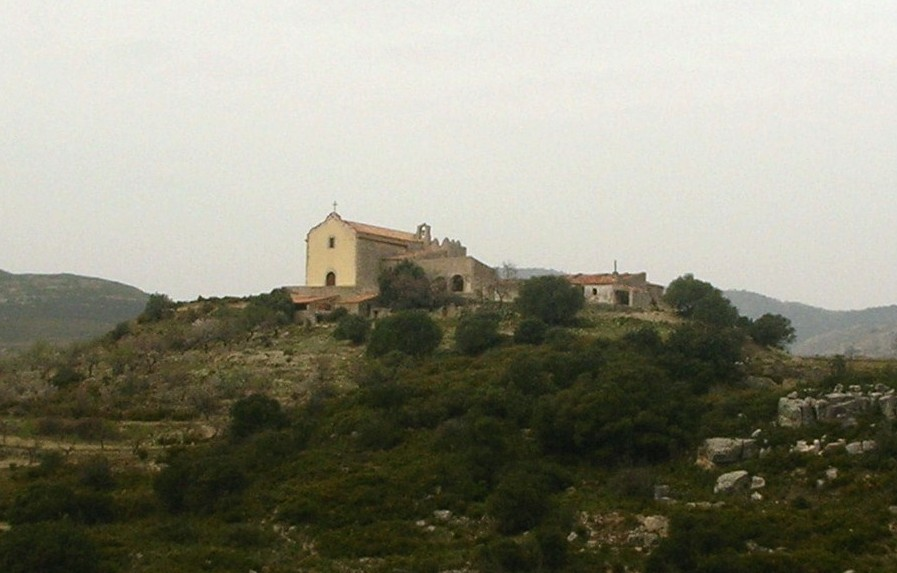
Ermita de San Pedro y San Marcos.

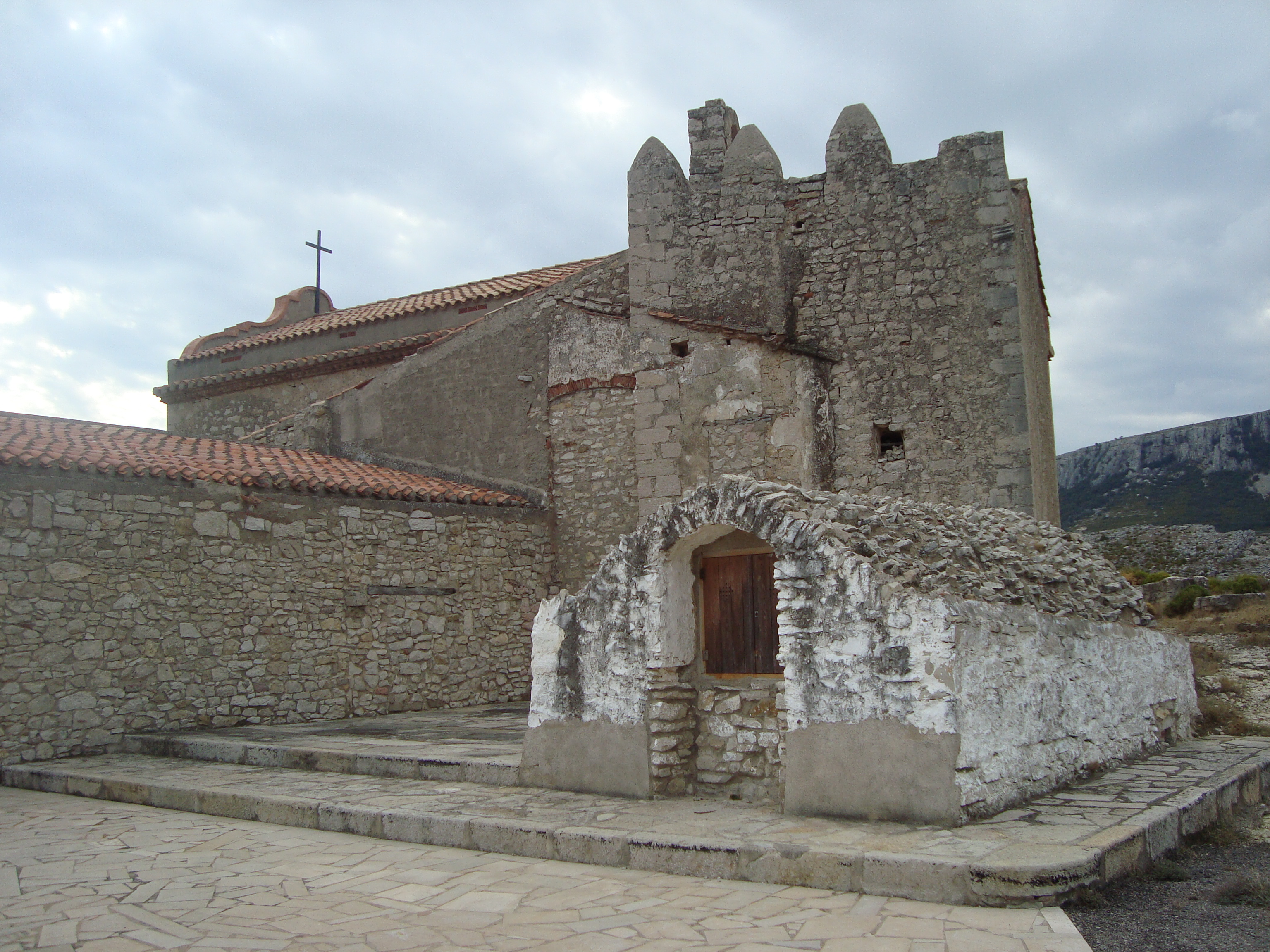
Ermita de San Pedro y San Marcos, situada en el Barranc de la Barcella (Xert).

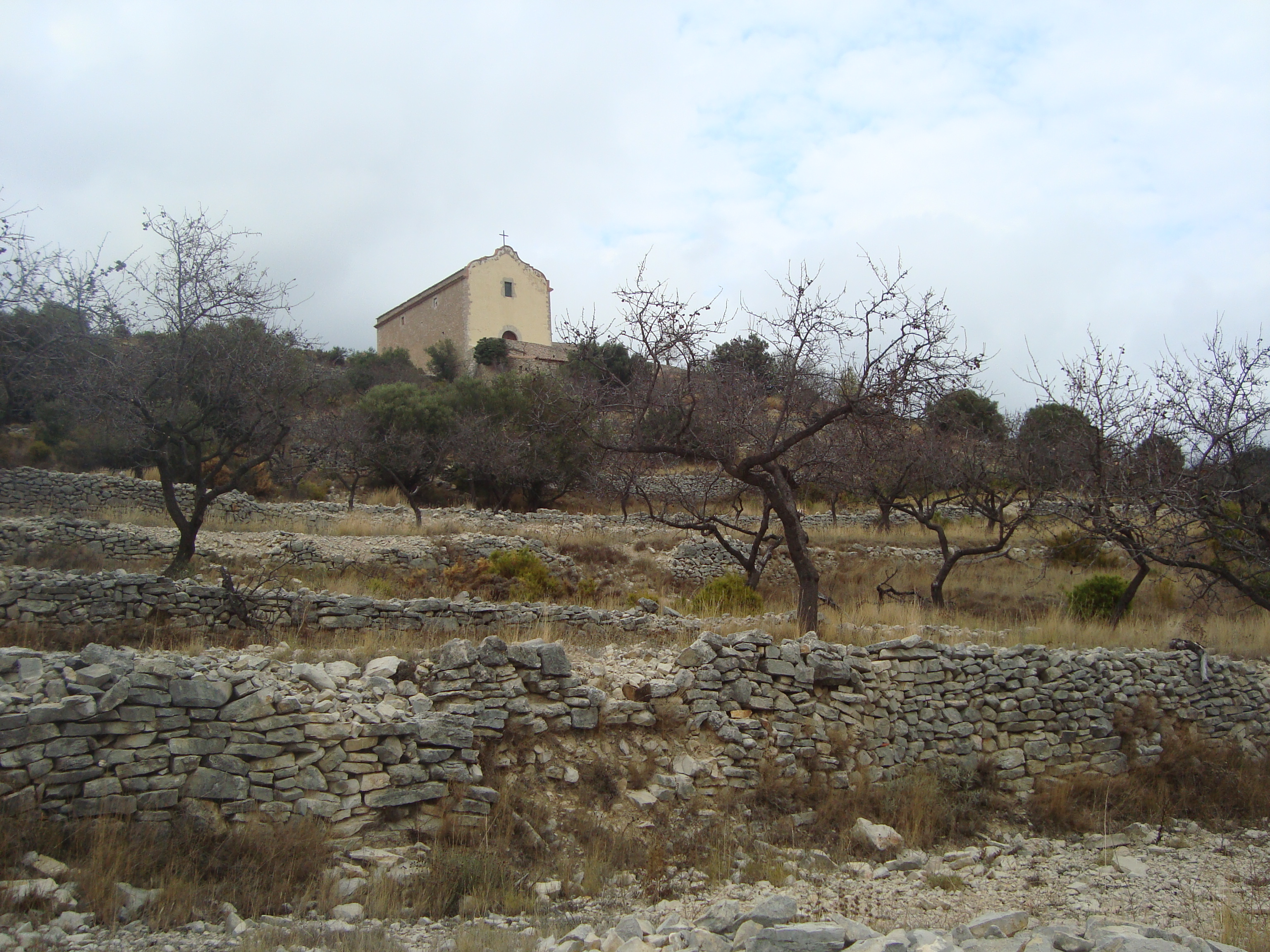
Ermita de La Barcella (Xert).

La Barcella, era un antiguo poblado, del que actualmente solo queda en pie la ermita de San Pedro y San Marcos.
El antiguo municipio, estaba situado en el Bajo Maestrazgo y en las postrimerías del siglo XIV se anexó al municipio de Chert. Se localiza tanto el antiguo término municipal-y actual partida- como la ermita de San Pedro y San Marcos, antes iglesia parroquial, en el cerro de San Marcos, y su área comprende fundamentalmente la cuenca del barranco de la Barcella. Hasta el abandono de la población de las casas de los últimos decenios, la población de la Barcella estaba diseminada, entre unas 25 casas, con una población total de unas 40 familias.

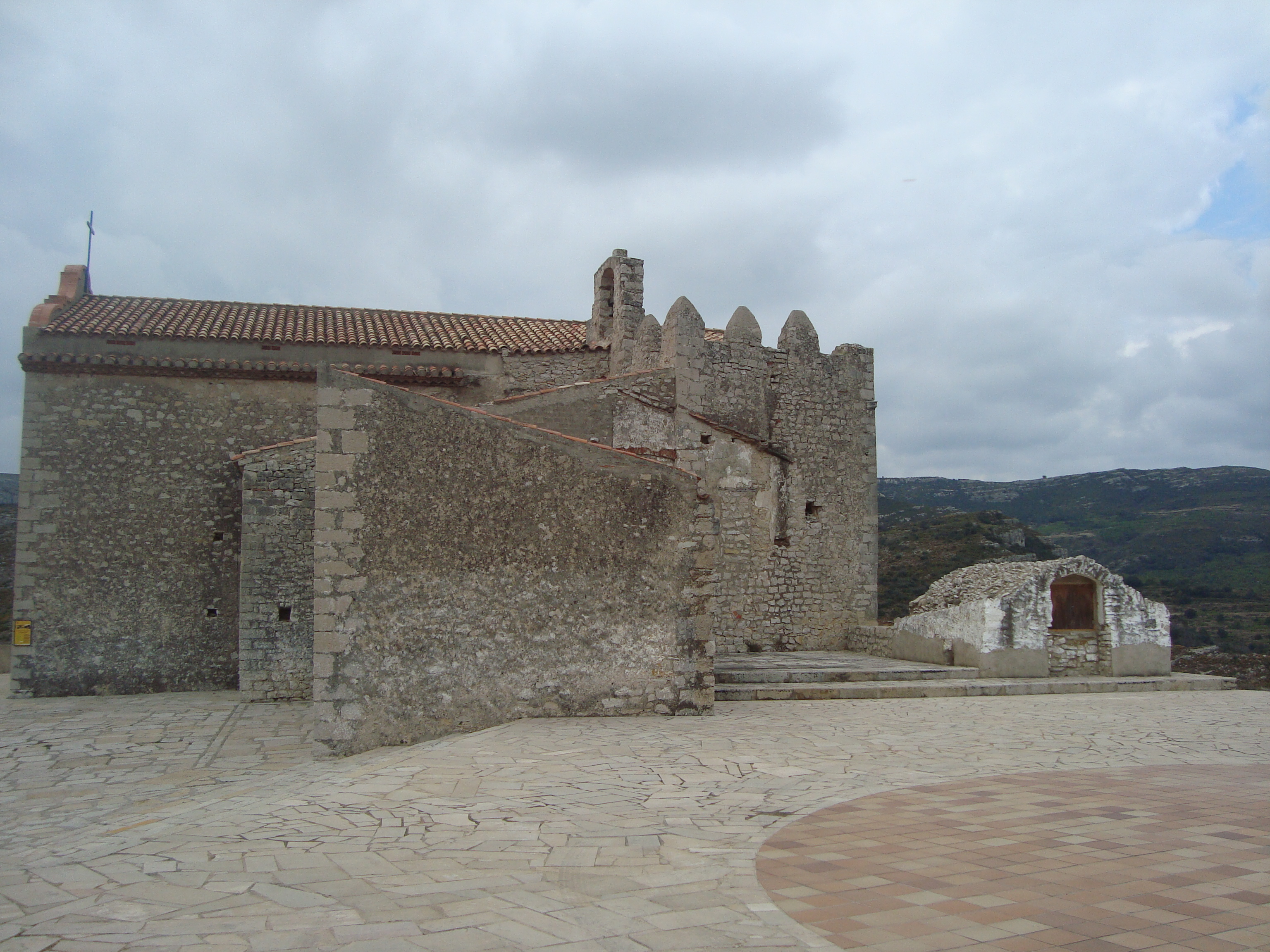
Ermitorio de San Pedro y San Marcos de la Barcella (Xert)

A pesar de su actual inexistencia, fue un asentamiento muy mencionado en la documentación antigua, siendo uno de los pocos de los que se conserva una Carta Puebla de 1192.
Según dicho documento, La Barcella fue donada por el rey Alfonso II al Santo Hospital de Jerusalén en 1192, estando aún ocupado por sarracenos.
Es por esta razón que se puede afirmar que La Barcella existía antes de la conquista de las tropas cristianas de Jaime el Conquistador, y además estaban ocupadas por sarracenos, lo que provocó que el orden del Hospital de San Juan de Jerusalén, conquistara las tierras y las repoblara con gente cristiana.

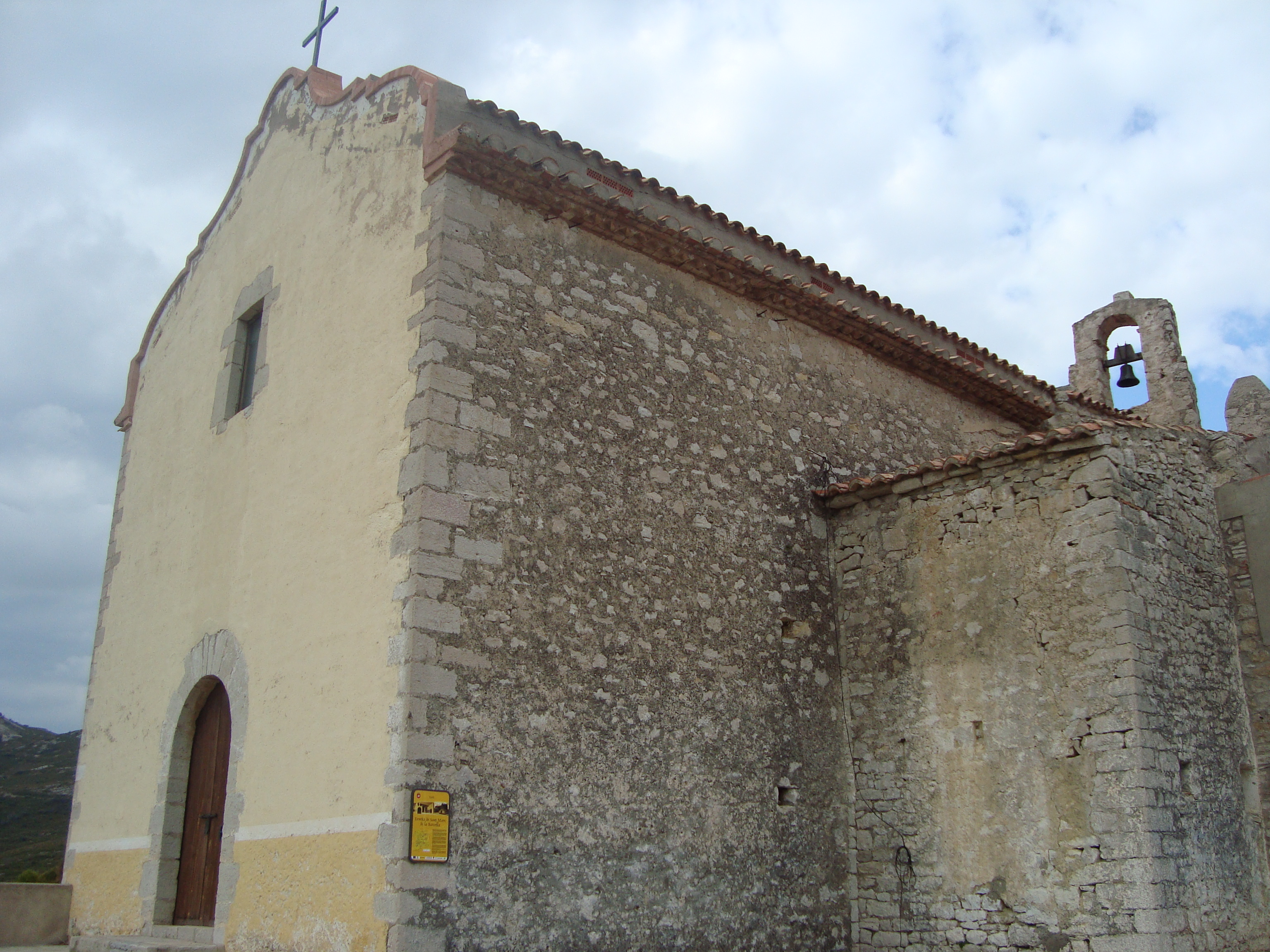
Ermita de San Marcos y San Pedro de la Barçella, Xert.

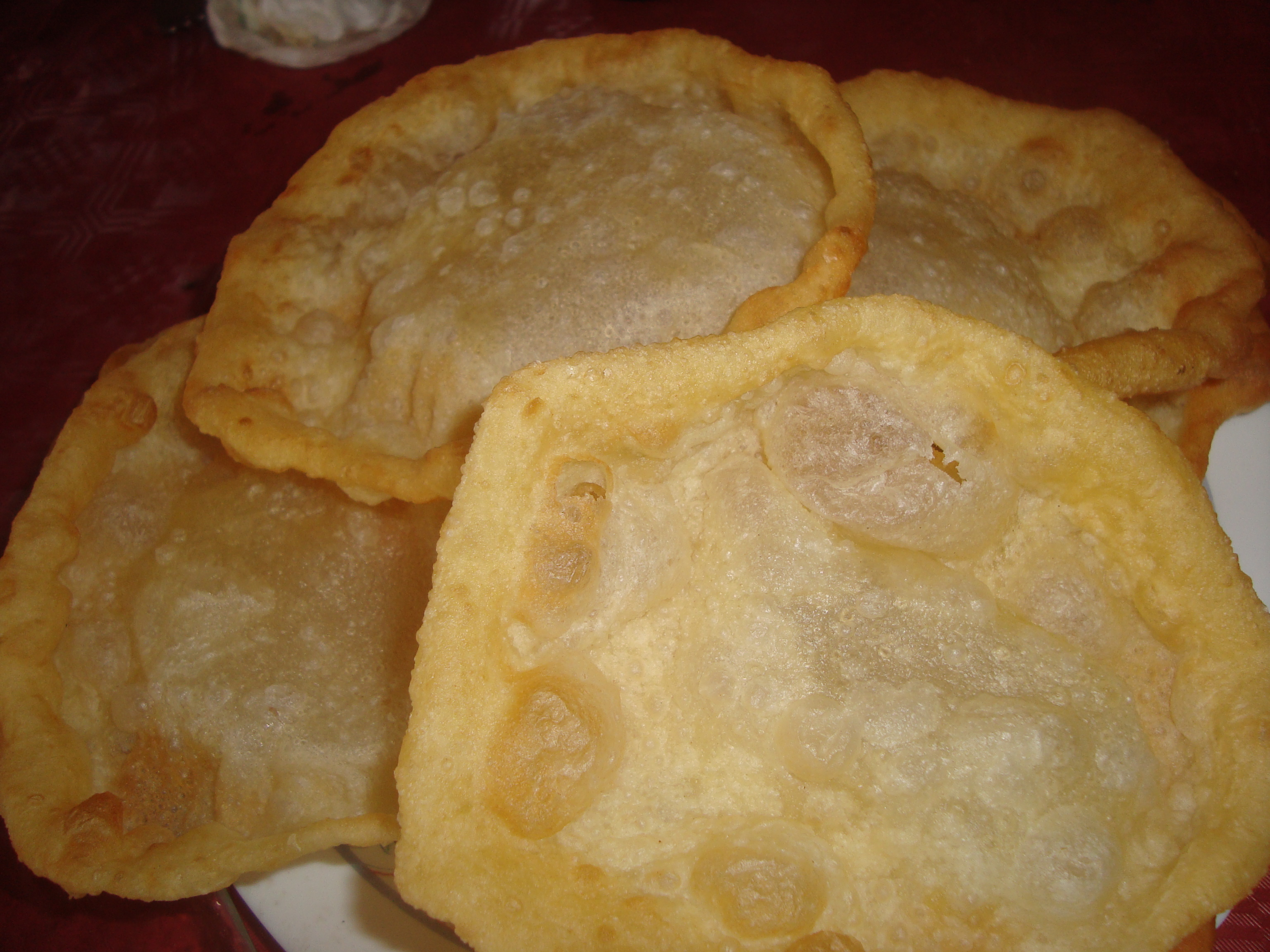
Alosetes, gastronomía popular de La Barcella y Xert).

La población vuelve a aparecer en varios documentos de diferentes años, contenidos en el "Libro de privilegios de la villa de San Mateo".

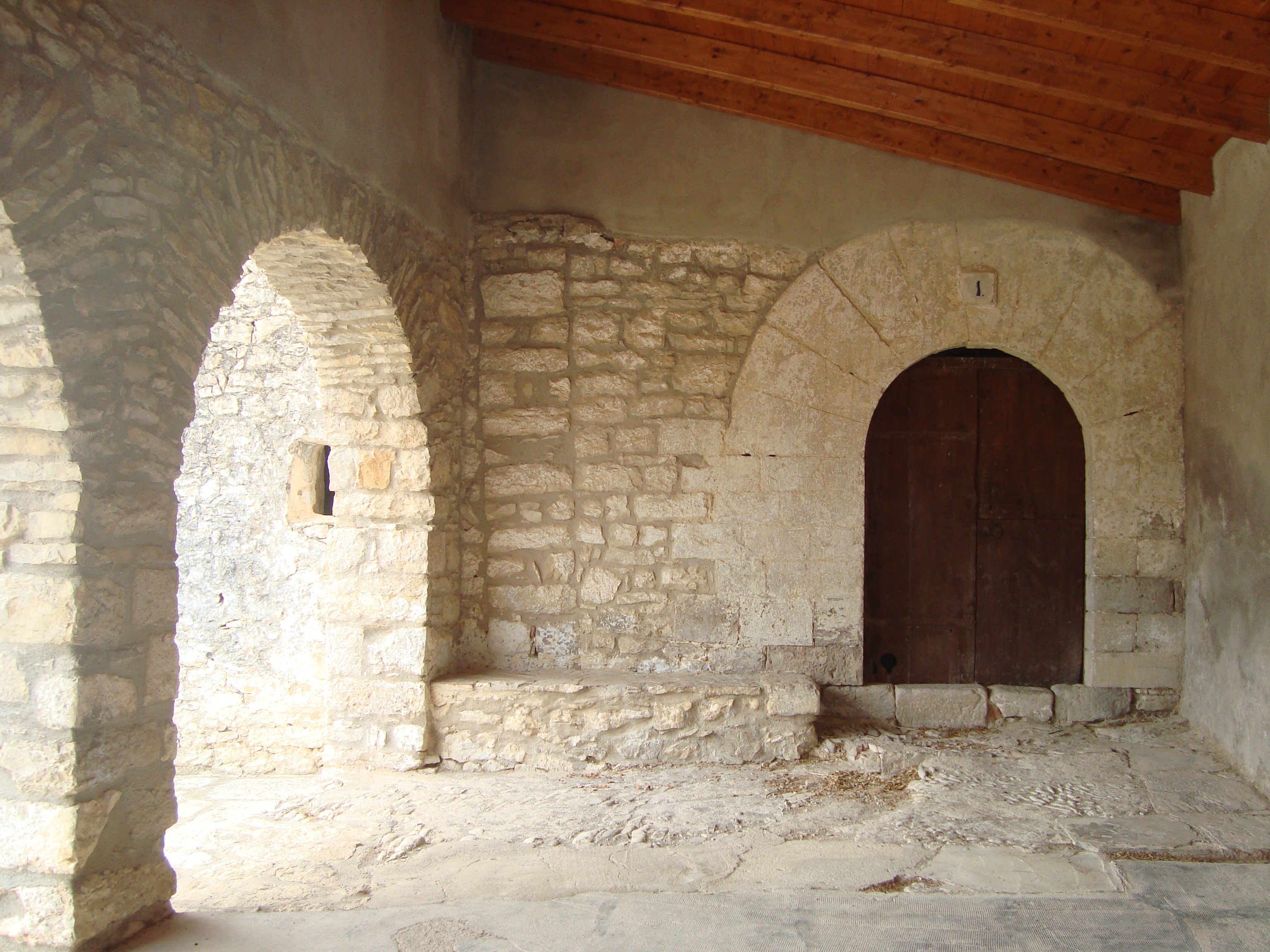
Antiguo local de la Escuela rural de La Barcella (Xert)

Más tarde también se cita La Barcella en el documento de la "Posesión de la viola de Xert y término de la Barcella".
A finales del siglo XIV desaparece como municipio por su despoblamiento provocado por la Peste Negra.
En la primera mitad del siglo XX, cuando las casas estaban habitadas, había una escuela en la hospedería de la ermita, donde recibían instrucción los niños y niñas de los cortijos y aldeas de la zona. La escuela cerró en 1961 cuando la población abandonó el campo para ir a establecerse por otras zonas.

## Gastronomía

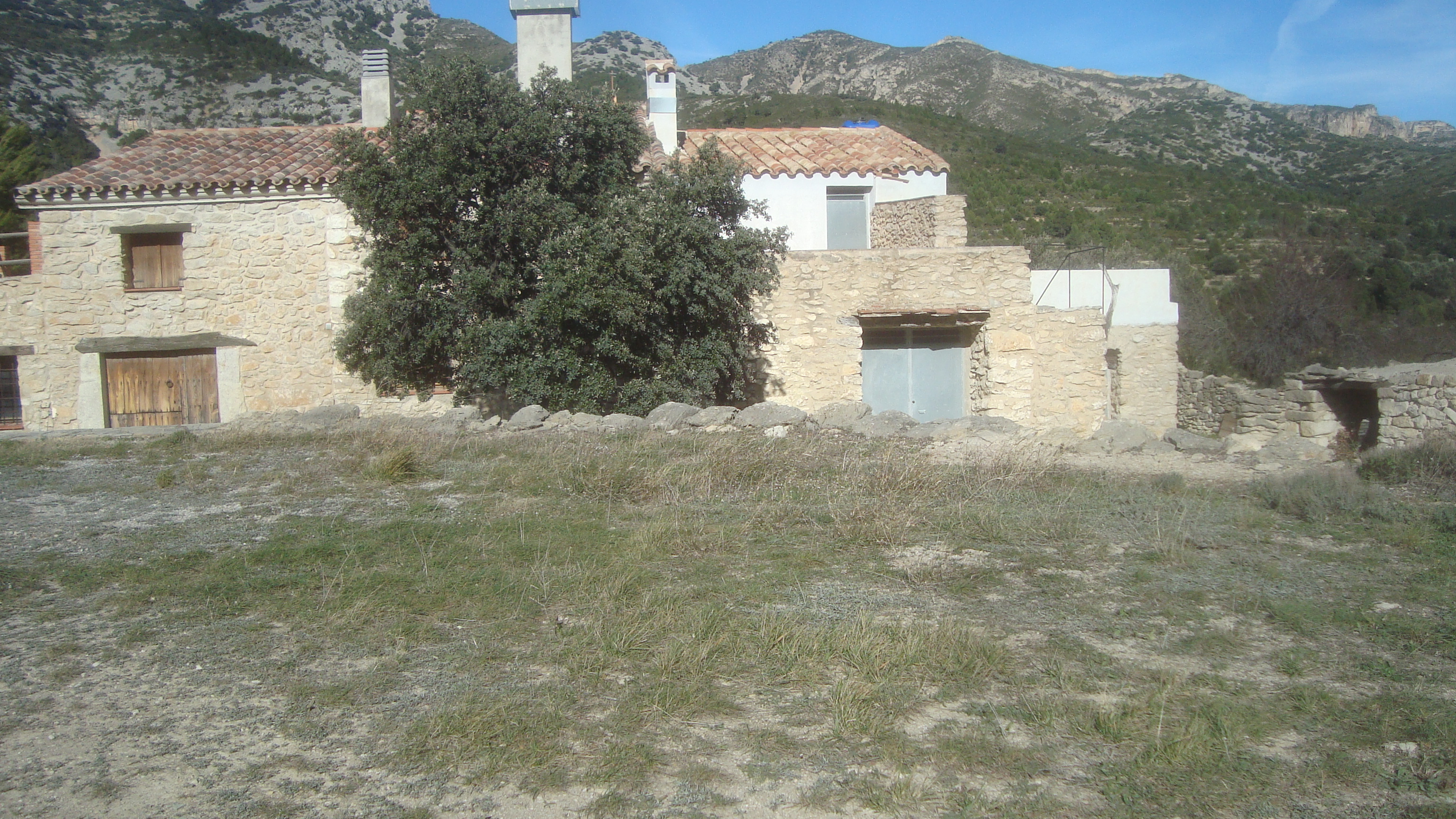
Mas de L'Aubaga, La Barcella, Xert.

La gastronomía popular de la Barcella era un tipo de cocina agropecuaria muy rural, basada principalmente en los productos agrícolas de cultivo propio que se obtenían en tierras de secano (patatas, legumbres, garbanzos, judías, cereales, harinas, aceite, aceitunas, almendras, verduras cultivadas, verduras silvestres, ...), y en los recursos obtenidos de los animales de corral (huevos, leche, carne y derivados) y de la caza menor (perdices, conejos, tordos, mirlos y paseriformes). Platos populares antiguos de las masías eran el "rustit", "els guixasos", "les farinetes", "el plat de recapte", "olla de cardets", "carn torrà", "l'arrós en paella",  "el tombet", "la mullà",  "l'allioli", "la colá", "les alosetes".  

## Personajes
- El Pincho de La Barcella, de nombre Gabriel Bel Beltrán (siglo XIX), fue un hombre leyenda, rudo, de palabras amenazantes, que evoluciono a violento y criminal, era un masovero conocido entre sus vecinos y familiares de las masías de La Barcella con el alias de "El Pincho" y los vecinos de Chert lo citaban con el mote de "El Pincho de la Barcella".

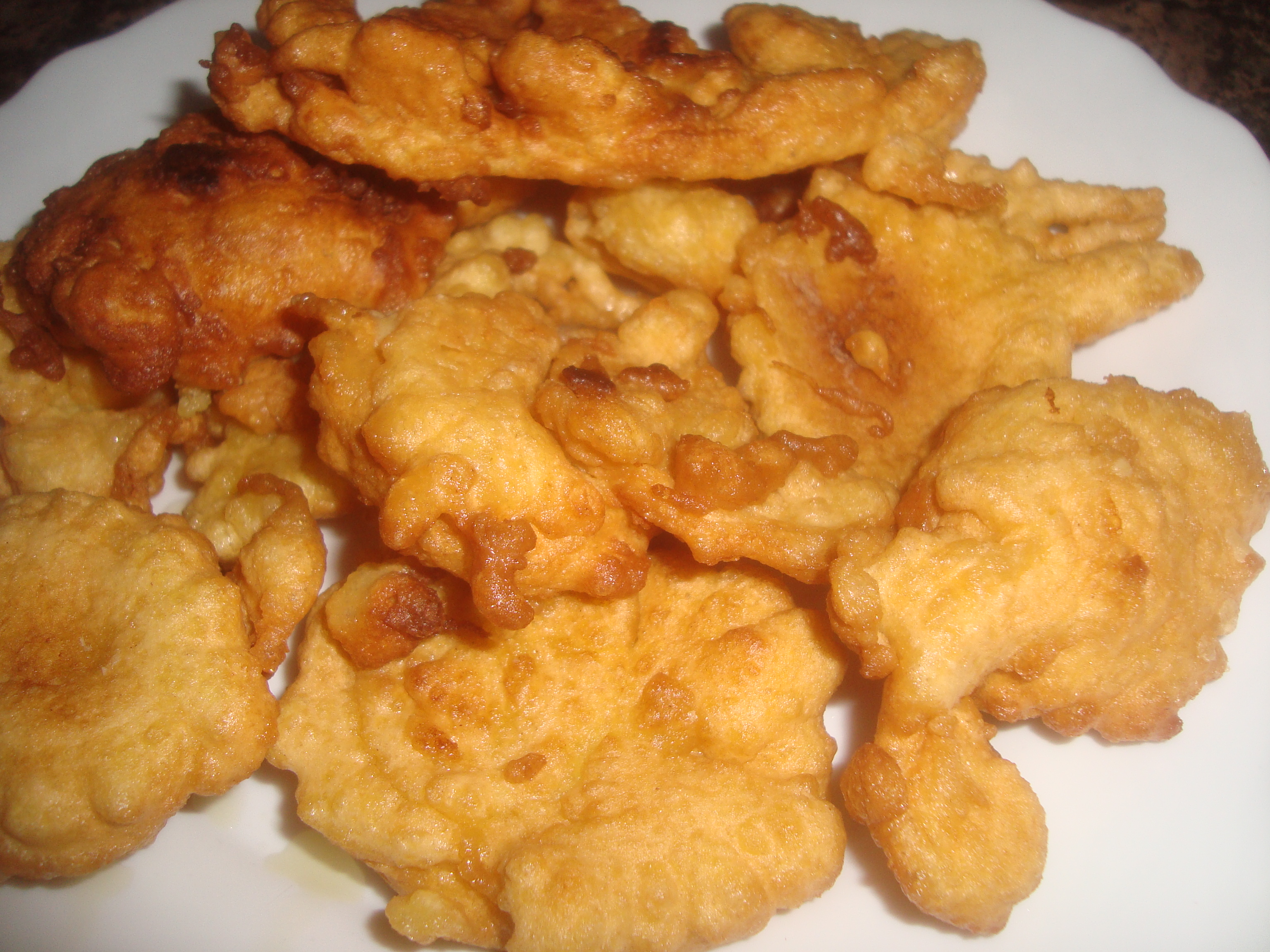
Gastronomía popular: "Tortilletes de Farina". Tortillas de huevo con harina de trigo o harina de legumbres.